# متیل ۲-کلروآکریلات
متیل ۲-کلروآکریلات یک مایع بی‌رنگ است که در ساخت پلیمرهای اکریلیک مانند پلی‌متیل‌متاکریلات استفاده می‌شود. همچنین به عنوان یک مونومر برای پلیمرهای خاص استفاده می‌شود.
متیل ۲-کلروآکریلات ماده ای قابل پلیمری‌شدن، نامحلول در آب و محرک پوست، چشم و ریه است. استنشاق بخارات این ماده باعث ادم ریوی می‌شود. مقادیر کمی از آن روی پوست باعث ایجاد تاول‌های بزرگ می‌شود.
۲-آمینوتیازولین-۴-کربوکسیلیک اسید، یک واسطه در سنتز صنعتی ال-سیستئین، از واکنش تیواوره با متیل ۲-کلروآکریلات است.